# Babina chapaensis
Espèce
Synonymes
- Hylarana chapaensis Bourret, 1937
- Rana chapaensis (Bourret, 1937)

Statut de conservation UICN

 LC  : Préoccupation mineure
Babina chapaensis est une espèce d'amphibiens de la famille des Ranidae.

## Répartition
Cette espèce se rencontre :
- au Viêt Nam dans les provinces de Lào Cai, de Hà Giang, de Bắc Giang, de Hà Tĩnh, de Kon Tum, de Gia Lai, de Đắk Lắk et de Hòa Bình ;
- au Laos dans les provinces de Xieng Khouang et de Saravane.

## Étymologie
Son nom d'espèce, composé de chapa et du suffixe latin -ensis, « qui vit dans, qui habite », lui a été donné en référence au lieu de sa découverte, Chapa, désormais appelée Sa Pa, dans la province de Lào Cai dans le Nord du Viêt Nam.

## Publication originale
- Bourret, 1937 : Notes herpétologiques sur l'Indochine française. XIV. Les batraciens de la collection du Laboratoire des Sciences Naturelles de l'Université. Descriptions de quinze espèces ou variétés nouvelles. Annexe Bulletin de l'Institut public Hanoï, p. 5-56.